# Lu Yen-hsun
Lu Yen-hsun (chinesisch 盧彥勳, Pinyin Lú Yànxūn; * 14. August 1983 in Taipeh) ist ein taiwanischer Tennisspieler.

## Karriere
2004 schaffte Lu als erster Taiwaner überhaupt den Sprung in die Top 100 der ATP-Weltrangliste aufgrund guter Leistungen bei Challenger-Turnieren in der ersten Jahreshälfte. Im gleichen Jahr gelang ihm außerdem der erste Sieg gegen einen Top-10-Spieler beim Turnier im Queen’s Club, als er den Argentinier Guillermo Coria schlug.
Nach einem weiteren Challenger-Titel in Fargʻona sowie einem ATP-Titel im Doppel an der Seite von Rainer Schüttler in Chennai in der ersten Jahreshälfte von 2005 konnte Lu seine Erfolge jedoch aufgrund einer Verletzung nicht fortsetzen.
2006 erreichte Lu eine Reihe von Halbfinals bei diversen Challenger-Turnieren. In Rimouski verlor er im Finale gegen seinen Freund Kristian Pless aus Dänemark, zwei Wochen später gewann er das Turnier in Caloundra, als er Peter Luczak besiegte.
2007 in Memphis erreichte Lu erstmals ein Viertelfinale bei einem ATP-Turnier, als er in der zweiten Runde den Österreicher Jürgen Melzer schlug. Im Viertelfinale schied er jedoch gegen den späteren Turniersfinalisten Andy Roddick aus. Ende des Jahres gewann er in Kaohsiung einen weiteren Challenger-Titel.
2008 gewann Lu drei Challenger-Turniere in Waikoloa, Neu-Delhi und Taschkent. In San José erreichte er erneut auf ATP-Niveau ein Viertelfinale, verlor hier jedoch gegen Radek Štěpánek. Bei den Olympischen Sommerspielen 2008 besiegte Lu in der ersten Runde den favorisierten Briten Andy Murray in zwei Sätzen (7:6, 6:4), in der zweiten Runde schlug er außerdem den Argentinier Agustín Calleri, schied jedoch in der dritten Runde gegen Jürgen Melzer aus.
Im Januar 2009 schaffte Lu bei den Australian Open erstmals den Sprung in die dritte Runde eines Grand-Slam-Turniers, auf dem Weg dorthin besiegte er den an zehnter Stelle gesetzten Argentinier David Nalbandian in fünf Sätzen. Im weiteren Jahresverlauf gewann Lu noch zwei Challenger-Titel in Ramat haScharon und Chuncheon, konnte jedoch auf ATP-Ebene keine größeren Erfolge verbuchen.
Das Jahr 2010 begann mit einer Viertelfinalteilnahme beim ATP-Turnier von Johannesburg und zwei erfolgreichen Qualifikationen und Erstrundensiegen bei den Masters-Turnieren von Indian Wells und Miami. Im Juni 2010 marschierte Lu in Wimbledon bis ins Viertelfinale durch und besiegte dabei unter anderem den Vorjahresfinalisten Andy Roddick. Gegen Novak Đoković war er jedoch dann in drei Sätzen chancenlos. Nach diesem Erfolg wurde Lu erstmals in den Top 50 der Weltrangliste geführt.
Lu Yen-hsun nahm an den Olympischen Sommerspielen 2004 in Athen, 2008 in Peking, 2012 in London, 2016 in Rio de Janeiro und 2021 in Tokio teil.
Während der Eröffnungsfeier der Olympischen Sommerspiele 2020 war er, gemeinsam mit der Gewichtheberin Kuo Hsing-chun, der Fahnenträger seiner Nation.
Er hält den Rekord für die meisten Challenger-Turniersiege (29) im Einzel.

## Erfolge
| Legende (Anzahl der Siege)                      |
| Grand Slam                                      |
| ATP World Tour Finals                           |
| ATP World Tour Masters 1000                     |
| ATP World Tour 500                              |
| ATP International Series ATP World Tour 250 (3) |
| ATP Challenger Tour (42)                        |

| ATP-Titel nach Belag |
| Hartplatz (3)        |
| Sand (0)             |
| Rasen (0)            |

### Einzel

#### Turniersiege
| Nr. | Datum              | Turnier         | Belag         | Finalgegner       | Ergebnis        |
| --- | ------------------ | --------------- | ------------- | ----------------- | --------------- |
| 1.  | 15. Februar 2004   | Joplin          | Hartplatz (i) | Glenn Weiner      | 6:4, 6:2        |
| 2.  | 28. März 2004      | Burnie          | Hartplatz     | Robert Lindstedt  | 6:3, 6:0        |
| 3.  | 7. November 2004   | Caloundra (1)   | Hartplatz     | Takahiro Terachi  | 6:0, 7:5        |
| 4.  | 20. Mai 2005       | Fargʻona        | Hartplatz     | Danai Udomchoke   | 6:1, 7:63       |
| 5.  | 19. November 2006  | Caloundra (2)   | Hartplatz     | Peter Luczak      | 6:3, 6:1        |
| 6.  | 18. November 2007  | Kaohsiung (1)   | Hartplatz     | Dudi Sela         | 6:3, 6:3        |
| 7.  | 27. Januar 2008    | Waikoloa        | Hartplatz     | Vincent Spadea    | 6:2, 6:0        |
| 8.  | 17. Mai 2008       | Neu-Delhi       | Hartplatz     | Brendan Evans     | 5:7, 7:65, 6:3  |
| 9.  | 19. Oktober 2008   | Taschkent       | Hartplatz     | Mathieu Montcourt | 6:3, 6:2        |
| 10. | 9. Mai 2009        | Ramat haScharon | Hartplatz     | Benjamin Becker   | 6:3, 3:1 aufgg. |
| 11. | 8. November 2009   | Chuncheon       | Hartplatz     | Igor Sijsling     | 6:2, 6:3        |
| 12. | 25. April 2010     | Athen           | Hartplatz     | Rainer Schüttler  | 3:6, 7:63, 6:4  |
| 13. | 24. Oktober 2010   | Seoul (1)       | Hartplatz     | Kevin Anderson    | 6:3, 6:4        |
| 14. | 18. September 2011 | Ningbo (1)      | Hartplatz     | Jürgen Zopp       | 6:2, 3:6, 6:1   |
| 15. | 23. Oktober 2011   | Seoul (2)       | Hartplatz     | Wang Yeu-tzuoo    | 7:5, 6:3        |
| 16. | 4. März 2012       | Singapur        | Hartplatz     | Gō Soeda          | 6:3, 6:4        |
| 17. | 9. September 2012  | Shanghai        | Hartplatz     | Peter Gojowczyk   | 7:5, 6:0        |
| 18. | 28. Oktober 2012   | Seoul (3)       | Hartplatz     | Yūichi Sugita     | 6:3, 7:64       |
| 19. | 14. Juli 2013      | Peking          | Hartplatz     | Gō Soeda          | 6:2, 6:4        |
| 20. | 22. September 2013 | Kaohsiung (2)   | Hartplatz     | Yuki Bhambri      | 6:4, 6:3        |
| 21. | 20. Juli 2014      | Kaohsiung (3)   | Hartplatz     | Luca Vanni        | 6:77, 6:4, 6:4  |
| 22. | 25. Oktober 2015   | Ningbo (2)      | Hartplatz     | Jürgen Zopp       | 7:63, 6:1       |
| 23. | 12. Juni 2016      | Surbiton        | Rasen         | Marius Copil      | 7:5, 7:611      |
| 24. | 19. Juni 2016      | Ilkley          | Rasen         | Vincent Millot    | 7:64, 6:2       |
| 25. | 23. Oktober 2016   | Ningbo (3)      | Hartplatz     | Hiroki Moriya     | 6:3, 6:1        |
| 26. | 30. Oktober 2016   | Suzhou          | Hartplatz     | Stefan Kozlov     | 6:0, 6:1        |
| 27. | 23. April 2017     | Taipeh          | Teppich (i)   | Tatsuma Itō       | 6:1, 7:64       |
| 28. | 6. August 2017     | Chengdu         | Hartplatz     | Jewgeni Donskoi   | 6:3, 6:4        |
| 29. | 13. August 2017    | Jinan           | Hartplatz     | Ričardas Berankis | 6:3, 6:1        |

#### Finalteilnahmen
| Nr. | Datum           | Turnier  | Belag     | Finalgegner | Ergebnis   |
| --- | --------------- | -------- | --------- | ----------- | ---------- |
| 1.  | 11. Januar 2014 | Auckland | Hartplatz | John Isner  | 6:74, 6:77 |

### Doppel

#### Turniersiege

##### ATP World Tour
| Nr. | Datum              | Turnier     | Belag     | Partner          | Finalgegner                    | Ergebnis       |
| --- | ------------------ | ----------- | --------- | ---------------- | ------------------------------ | -------------- |
| 1.  | 9. Januar 2005     | Chennai (1) | Hartplatz | Rainer Schüttler | Mahesh Bhupathi Jonas Björkman | 7:5, 4:6, 7:64 |
| 2.  | 30. September 2012 | Bangkok     | Hartplatz | Danai Udomchoke  | Eric Butorac Paul Hanley       | 6:3, 6:4       |
| 3.  | 11. Januar 2015    | Chennai (2) | Hartplatz | Jonathan Marray  | Raven Klaasen Leander Paes     | 6:3, 7:64      |

##### ATP Challenger Tour
| Nr. | Datum             | Turnier    | Belag         | Partner          | Finalgegner                           | Ergebnis          |
| --- | ----------------- | ---------- | ------------- | ---------------- | ------------------------------------- | ----------------- |
| 1.  | 1. Dezember 2002  | Yokohama   | Teppich (i)   | Danai Udomchoke  | Ivo Karlović Mark Nielsen             | 7:65, 6:3         |
| 2.  | 13. Juli 2003     | Granby (1) | Hartplatz     | Danai Udomchoke  | Josh Goffi Ryan Sachire               | 6:74, 6:4, 7:60   |
| 3.  | 16. November 2003 | Austin     | Hartplatz     | Jason Marshall   | Josh Goffi Tripp Phillips             | 6:2, 2:6, 6:3     |
| 4.  | 15. Februar 2004  | Joplin     | Hartplatz (i) | Bruno Soares     | Brian Baker Rajeev Ram                | 3:6, 6:1, 6:1     |
| 5.  | 28. März 2004     | Burnie (1) | Hartplatz     | Rik De Voest     | Leonardo Azzaro Oliver Marach         | 6:3, 1:6, 7:5     |
| 6.  | 7. November 2004  | Caloundra  | Hartplatz     | Luke Bourgeois   | Mark Hlawaty Shannon Nettle           | 7:62, 7:5         |
| 7.  | 21. November 2004 | Helsinki   | Hartplatz (i) | Robert Lindstedt | Gianluca Bazzica Massimo Dell’Acqua   | 6:2, 6:2          |
| 8.  | 31. Juli 2005     | Granby (2) | Hartplatz     | Johan Landsberg  | Philip Bester Frank Dancevic          | 4:6, 7:65, 7:5    |
| 9.  | 12. Februar 2006  | Burnie (2) | Hartplatz     | Luke Bourgeois   | Raphael Durek Alun Jones              | 6:3, 6:2          |
| 10. | 28. Oktober 2007  | Seoul (1)  | Hartplatz     | Rik De Voest     | Sanchai Ratiwatana Sonchat Ratiwatana | 6:3, 7:5          |
| 11. | 1. November 2009  | Seoul (2)  | Hartplatz     | Rik De Voest     | Sanchai Ratiwatana Sonchat Ratiwatana | 7:65, 3:6, [10:6] |
| 12. | 25. April 2010    | Athen      | Hartplatz     | Rik De Voest     | Robin Haase Igor Sijsling             | 6:3, 6:4          |
| 13. | 8. November 2015  | Hua Hin    | Hartplatz     | Lee Hsin-han     | Andre Begemann Purav Raja             | kampflos          |

#### Finalteilnahmen
| Nr. | Datum              | Turnier | Belag     | Partner          | Finalgegner                        | Ergebnis          |
| --- | ------------------ | ------- | --------- | ---------------- | ---------------------------------- | ----------------- |
| 1.  | 16. September 2007 | Peking  | Hartplatz | Chris Haggard    | Rik De Voest Ashley Fisher         | 7:63, 0:6, [6:10] |
| 2.  | 10. Januar 2010    | Chennai | Hartplatz | Janko Tipsarević | Marcel Granollers Santiago Ventura | 5:7, 2:6          |
| 3.  | 23. Mai 2015       | Genf    | Sand      | Raven Klaasen    | Juan Sebastián Cabal Robert Farah  | 5:7, 6:4, [7:10]  |